# Yello
Gli Yello sono un gruppo musicale svizzero fondato a Zurigo nel 1979.
In Europa hanno riscosso successo a partire dalla metà degli anni ottanta con i singoli Oh Yeah e The Race, canzoni utilizzate anche in spot e programmi televisivi.

## Storia
Sul finire degli anni settanta avvenne la fondazione del gruppo ad opera di Boris Blank e Carlos Perón, a Zurigo. Nella loro officina-laboratorio di automobili Boris Blank e Carlos Perón crearono il gruppo. Iniziarono a sperimentare e scrivere canzoni. Nel 1978 incontrarono un DJ del posto, Dieter Meier, che all'epoca suonava con i The Assholes (Gli stronzi).
Nel 1979 il primo Maxi-Single con la etichetta svizzera Periphery Perfume. Nel 1980 pubblicarono negli Stati Uniti. I tre firmarono per l'etichetta musicale. Pubblicarono il primo titolo singolo per la Ralph Records dei Residents. Il secondo pubblicato fu Bostich, che divenne una hit da discoteca. Il primo album Solid Pleasure del 1980 e il secondo Claro que si del 1981. Carlos Perón lasciò la band nel 1983 dopo la registrazione di You Gotta Say Yes To Another Excess (pubblicato nel 1984).

## Stile musicale
Il duo synth pop e new romantic degli Yello si caratterizza per il suono ironico, glam e sofisticato e che fa affidamento sulle tecnologie dei computer. Dopo alcuni album reminiscenti lo stile dei gruppi new romantic e quello dei Pink Floyd, hanno pubblicato You Gotta Say (1983) che ha segnato un cambio di rotta verso uno stile più commerciale e ballabile e Stella (1985), un album che segnò la transizione verso uno stile fatto di "ritmi clinici, suoni frenetici e liriche nonsense". Flag (1988) li ha accostati per la prima volta alla musica techno.

## Metodo compositivo
La musica degli Yello mostra trasparenze e spazialità sonore. Con l'uso di moderni strumenti elettronici come campionatori di suoni e strumentazione acustica. Dal 1983, dopo la partenza di Carlos Perón, il gruppo è musicalmente influenzato solo da Boris Blank. Il canto di Dieter Meier è inserito dopo la composizione finale. Crea i testi, successivamente parlati o cantati.

## Discografia
- 1980 - Solid Pleasure
- 1981 - Claro que si
- 1984 - You Gotta Say Yes to Another Excess
- 1985 - Stella
- 1987 - One Second
- 1988 - Flag
- 1991 - Baby
- 1994 - Zebra
- 1997 - Pocket Universe
- 1999 - Motion Picture
- 2003 - The Eye
- 2009 - Touch Yello
- 2016 - Toy

## VHS/DVDs
- 1989: The Race (Video Remix Contest)
- 1990: Tied up
- 1990: Video Press Kit
- 2009: Touch Yello (Limited-Edition)
- 2010: Yello by Yello - The Singles Collection 1980-2010 (Limited-Edition)

## Box-Set
- 1998: Yello - The 12" Collection
- 1999: Yello - The CD Single Collection
- 2005: Yello Remaster Series
- 2010: Yello by Yello - The Anthology

## Onorificenze
| Disco d'argento - Gran Bretagna - 1989: per album „Flag“ Disco d'oro - Germania - 1990: per album „Stella“ - 1994: per album „Flag“ - 1994: per album „1980 - 1985, The New Mix In One Go“ - Austria - 1995: per album „Flag“ - Svizzera - 1990: per album „1980 - 1985, The New Mix In One Go“ - 1998: per album „One Second“ - 2009: per album „Touch Yello“ | Disco di platino - Svizzera - 1995: per album „Zebra“ \| Paese \| Argento \| Oro \| Platino \| \| ----------- \| ------- \| --- \| ------- \| \| Germania \| 0 \| 3 \| 0 \| \| Austria \| 0 \| 1 \| 0 \| \| Svizzera \| 0 \| 3 \| 1 \| \| Regno Unito \| 1 \| 0 \| 0 \| |     |         |
| Paese | Argento | Oro | Platino |
| Germania | 0 | 3   | 0       |
| Austria | 0 | 1   | 0       |
| Svizzera | 0 | 3   | 1       |
| Regno Unito | 1 | 0   | 0       |